# Willemia trisphaerae
Willemia trisphaerae is een springstaartensoort uit de familie van de Hypogastruridae. De wetenschappelijke naam van de soort is voor het eerst geldig gepubliceerd in 1994 door Potapov.